# Gothaer Waggonfabrik

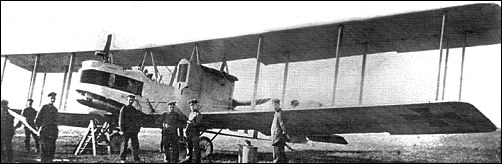
Dvoumotorový bombardér Gotha G.IV v první světové válce

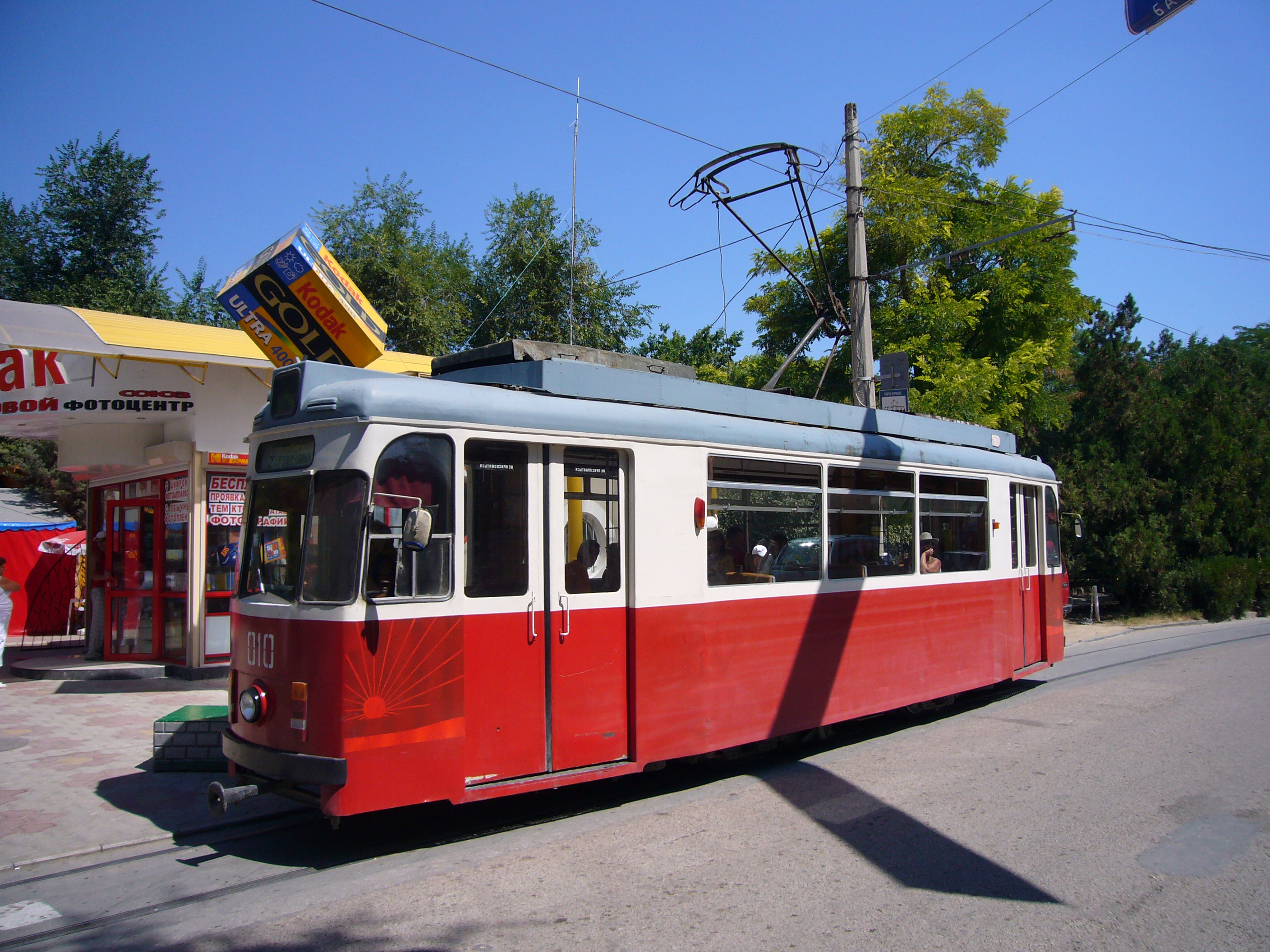
Tramvaj Gotha na Ukrajině

Gothaer Waggonfabrik AG (Gotha, GWF) byla německá továrna na výrobu železničních vozů založená koncem 19. století ve Warnemünde. V průběhu dvou světových válek továrna rozšířila výrobu také o vojenská letadla.
Během první světové války vyráběla úspěšné dvoumotorové bombardéry jejichž první verzi navrhl v roce 1914 Oskar Ursinus. Od roku 1917 byla tato letadla schopna uskutečnit bombové útoky na Anglii a letouny Gotha se tak staly prvními bombardéry mezi letadly těžšími než vzduch, schopnými v této roli nahradit obří zepelíny. Bombardéry Gotha se dočkaly provedení ve verzích G.I, G.II, G.III, G.IV a G.V, který se stal také nejvíce rozšířeným typem. Nakonec firma vyrobila i experimentální G.VI s nesymetrickou konstrukcí.
Po válce, kdy byla další výroba vojenských letadel v Německu na základě Versailleské smlouvy znemožněna, se továrna Gotha vrátila k výrobě železničních vozů, avšak po nástupu nacistů k moci se vojenská výroba opět obnovila. Hlavním přínosem firmy pro německou Luftwaffe byl cvičný letoun Gotha Go 145, kterých se vyrobilo celkem 1182 kusů. Také se zde vyrobilo velké množství transportních kluzáků Gotha Go 242. Technicky nejdokonalejším letounem druhé světové války z továrny Gotha byl však bombardér Horten Ho 229, který ovšem nebyl nikdy operačně nasazen. Jednalo se o samokřídlo s tryskovým pohonem a jeho dalšímu využití zabránil pouze konec války. K zkušebním letům vzlétly pouze dva stroje, třetí zůstal dokončen bez dalšího použití.
Po druhé světové válce, stejně jako dříve, se firma opět zaměřila na výrobu železničních vozů a tramvají, tentokrát již v rámci centrálně plánovaného hospodářství NDR.